# Pachyiulus oraniensis
Pachyiulus oraniensis är en mångfotingart som beskrevs av Karl Wilhelm Verhoeff 1901. Pachyiulus oraniensis ingår i släktet Pachyiulus och familjen kejsardubbelfotingar. Inga underarter finns listade i Catalogue of Life.